# فيليب دراي
فيليب دراي (بالإنجليزية: Philip Dray)‏ هو كاتب أمريكي، ولد في 1950.